# O Canada
O Canada je himna Kanade. Glazbu je napisao Calixa Lavallée, francuske stihove Adolphe-Basile Routhier, a engleske stihove Robert Stanley Weir. "O Canada" je himnom postala tek 1980. godine.

## Tekst himne

### Francuski tekst
| Ô Canada! Terre de nos aïeux, Ton front est ceint de fleurons glorieux! Car ton bras sait porter l'épée, Il sait porter la croix; Ton histoire est une épopée Des plus brillants exploits. Et ta valeur de foi trempé Protégera nos foyers et nos droits; Protégera nos foyers et nos droits. | O Kanada! Domovino naših predaka, Tvoje čelo ukrašeno je cvijećem. Kako tvoja ruka može nositi mač, tako može nositi i križ. Tvoja povijest je epopeja nevjerojatnih postignuća. I tvoja hrabrost, u vjeru utopljena, branit će naš dom i naše pravo. |

### Engleski tekst
| O Canada! Our home and native land! True patriot love in all thy sons command. With glowing hearts we see thee rise, The True North strong and free! From far and wide, O Canada, We stand on guard for thee. God keep our land glorious and free! O Canada, we stand on guard for thee. | O Kanada! Naš dom i podrijetlo! Istinska ljubav prema domovini je zakon za tvoje sinove. Vatrenih srca vidimo te kako rasteš, istinski sjever, snažan i slobodan! Iz daljine i blizine, O Kanada, stojimo spremni za tvoju obranu. Bože održi našu državu veličanstvenu i slobodnu! O Kanada, stojimo spremni za tvoju obranu. |

### Inukski tekst
| O'Kanata nangmini Nunavut piqujatii · Nalattiaqpavut angiglivaliajuti sangijulutillu · nanqipugu · O'Kanata mianiripluti · O'Kanata nunatsia · nangiqpugu mianiripluti · O'Kanata salagijauquna · O Canada Problemi sa slušanjem datoteke? Pogledajte pomoć. · 1. 2. Nedovršeni članak O Canada koji govori o državnoj himni treba dopuniti. Dopunite ga prema pravilima Wikipedije. |